# 福本和也
福本 和也（ふくもと かずや、1928年9月23日 - 1997年1月1日）は、日本の元パイロット、推理小説家、漫画原作者。本名：福本一弥。大阪府大阪市出身。

## 著書
- 映された鍵 浪速書房 1960
- 賭ける 東京文芸社 1960  のち集英社文庫
- 啜り泣く石 東都書房 1963　のち徳間文庫
- 悪の決算 三一新書 1963　のち集英社文庫
- 霧の翼 東都書房 1963 のち徳間文庫、「狼よ,蒼空に翔べ」青樹社 1977
- 札束 東方社 1964 のち集英社文庫
- 悪銭 徳間書店 1965 (平和新書)
- 航空検察官 東方社 1967  のち徳間文庫
- ああ"予科練" 甲種飛行予科練習生の記録 講談社 1967 「ああ甲種予科練」徳間文庫
- 暴発の罠 秋田書店 1969 (サンデー・ノベルス) のち集英社文庫
- 奇襲!パールハーバー 学習研究社　1972
- 墜落 弘済出版社 1973 (こだまブック) のち角川文庫、徳間文庫
- 消えたパイロット ベストセラーズ 1974　のち角川文庫、徳間文庫
- 無頼パイロット 弘済出版社 1974 (こだまブック) 「アルプス飛行隊」角川文庫
- 謎の巨人機（ジャンボ）光文社 1975 (カッパ・ノベルス) のち角川文庫、光文社文庫
- 検察の翼 広済堂出版 1976
- 緊急着陸 ワールドフォトプレス 1976
- 謎の乗客名簿 ベストブック社 1976　のち角川文庫、光文社文庫
- UFO殺人事件 光文社 1976 (カッパ・ノベルス) のち角川文庫、光文社文庫
- 赤い航空路 広済堂出版 1976　のち角川文庫、広済堂文庫
- 悪どい奴ら 青樹社 1977.6
- 悪夢の操縦室 カイガイ出版部 1977.12 のち集英社文庫
- 雲上飛行 広済堂出版 1977.3　のち角川文庫
- 黒いスパイ機 ワールドフォトプレス 1977.6　のち角川文庫、徳間文庫
- 孤独の操縦桿 酣燈社 1977.3　のち角川文庫、徳間文庫
- 殺意の墜落 トリック飛行士　ベストセラーズ 1977.2 「ボナンザ3824、応答せよ」集英社文庫
- 謎の飛行計画 光文社 1977.2 (カッパ・ノベルス) のち文庫
- 日本乗取り計画 トクマ・ノベルズ 1977.10 のち文庫
- 謎の雲中飛行 トクマ・ノベルズ 1978.6 のち文庫
- 空中の襲撃者 広済堂出版 1978.8　のち文庫、「夜のパイロット」集英社文庫
- ぜにもんよう(札束紋様) カイガイ出版部 1978.9
- 傷痕の翼 トクマ・ノベルズ 1978.10  のち文庫
- 成田空港殺人事件 光文社, 1979.3 (カッパ・ノベルス) のち文庫
- 魔の視聴率 TVプロデューサー殺人事件　トクマ・ノベルズ 1979.10 のち文庫
- 空白迷路 トクマ・ノベルズ 1980.2  のち文庫
- 暴力株式会社 光文社 1980.4 (カッパ・ノベルス) のち文庫
- 浮世絵殺人事件 光文社 1980.9 (カッパ・ノベルス) 「海の捜査官」文庫
- 歪んだ空路 広済堂出版 1980.10
- 狼よ、逆潮を翔べ 光文社 1981.7 (カッパ・ノベルス) 「狼の番外地」文庫
- 殺人病棟 カドカワノベルズ 1981.11　のち文庫、徳間文庫
- 謀略の航空路 角川書店 1981.11 のち文庫
- K7高地 1982.1 (角川文庫)
- 謎の航空写真 1982.3 (角川文庫)
- 謎の水上機 光文社 1982.12 (カッパ・ノベルス) のち文庫
- 隠密爆撃機 カドカワノベルズ 1983.1　のち光文社文庫
- 復讐のコラージュ カドカワノベルズ 1983.5　のち徳間文庫
- 愚か者の戯れ トクマ・ノベルズ 1983.11
- 悲劇の翼A26 角川書店 1984.7 のち朝日文庫
- 人間の空 サンケイノベルス 1984.7　のち徳間文庫
- 大阪極道戦争 光文社 1984.7 (カッパ・ノベルス)
- 悪の設計図 1984.8 (集英社文庫)
- 大韓航空007便 1984.10 (光文社文庫)
- 恐喝の重奏  悪の事件簿 1985.11 (集英社文庫)
- 人力飛行機 光文社 1985.7
- 新・大阪極道戦争 光文社 1985.9 (カッパ・ノベルス)
- 暗黒空路 トクマ・ノベルズ 1986.11 のち文庫
- 人間の渦 1986.12 (光文社文庫)
- <竜>は放たれた 航空検察官　トクマ・ノベルズ 1986 のち文庫
- 極道株式会社 光文社 1986.7 (カッパ・ノベルス) のち文庫
- 暗黒空路 トクマ・ノベルズ 1986.11
- 58便、応答せよ—新宿番外地 光文社 1987.9 (カッパ･ノベルス) のち文庫
- 保険調査員 1987.2 (徳間文庫)
- 新･大阪極道戦争 1988.10 (光文社文庫 ｢暴力株式会社｣シリーズ
- 北太平洋の壁 光文社 1989.10 (カッパ･ノベルス)　のち文庫
- 殺人病棟 1989.4 (徳間文庫)
- 独裁者の財宝　航空検察官　トクマ・ノベルズ、1989　のち文庫
- 謎の二重墜落—消えた大韓航空858便 1989.9 (光文社文庫)
- 死の飛行計画(フライトプラン) 祥伝社 1990.5 (ノン･ノベル　「重い空輸機」光文社文庫
- 知能暴力悪の線描(デッサン) 1992.9 (徳間文庫)
- 航空検察官〈4〉アジアからの狙撃手 1992.5 (徳間文庫)
- 樹海のピラミッド 1993.9 (光文社文庫)
- 日本大飢餓 知能暴力2 徳間文庫、1993
- イカロスの誕生 日大軽飛行機班の教官日誌 グリーンアロー出版社 1994.10
- 空の無法松 日本文芸社 1994.6 (日文ノベルス)
- 新･暴力株式会社 1995.6 (光文社文庫)
- こっすい奴 1995.4 (光文社文庫)
- 空間殺人事件 1995.3 (日文ノベルス)
- 航空検察官〈5〉汚れた空路 1995.9 (徳間文庫)
- 奴らを潰せ—新･暴力株式会社 1995.9 (光文社文庫)
- 大阪最終抗争—新･暴力株式会社 1995.11 (光文社文庫)
- 金星ごっつぁん1-3 1996 (光文社文庫)
- 狼たちの復讐—新･暴力株式会社 1996.11 (光文社文庫)
- 平成銀玉合戦 角川書店 1997.1
- 空中の選択 1997.4 (光文社文庫)

## 漫画原作
- ちかいの魔球（画：ちばてつや）
- 黒い秘密兵器（画：一峰大二）
- 宇宙少年ソラン
- ああ!!甲子園（画：園田光慶）
- 泥んこ球場（画：江波譲二）
- 燃えろ仁王（画：浜慎二）
- 燃えろ魔球!!（画：大倉元則）
- ベストナイン（画：荘司としお）
- レシプロ機応答せよ（画：千葉利助・高橋晴雅）
- マル暴株式会社（画：緒方恭二　脚色：笠井和弘）
- 空のシーザー（画：関谷ひさし）